# Světový oceán

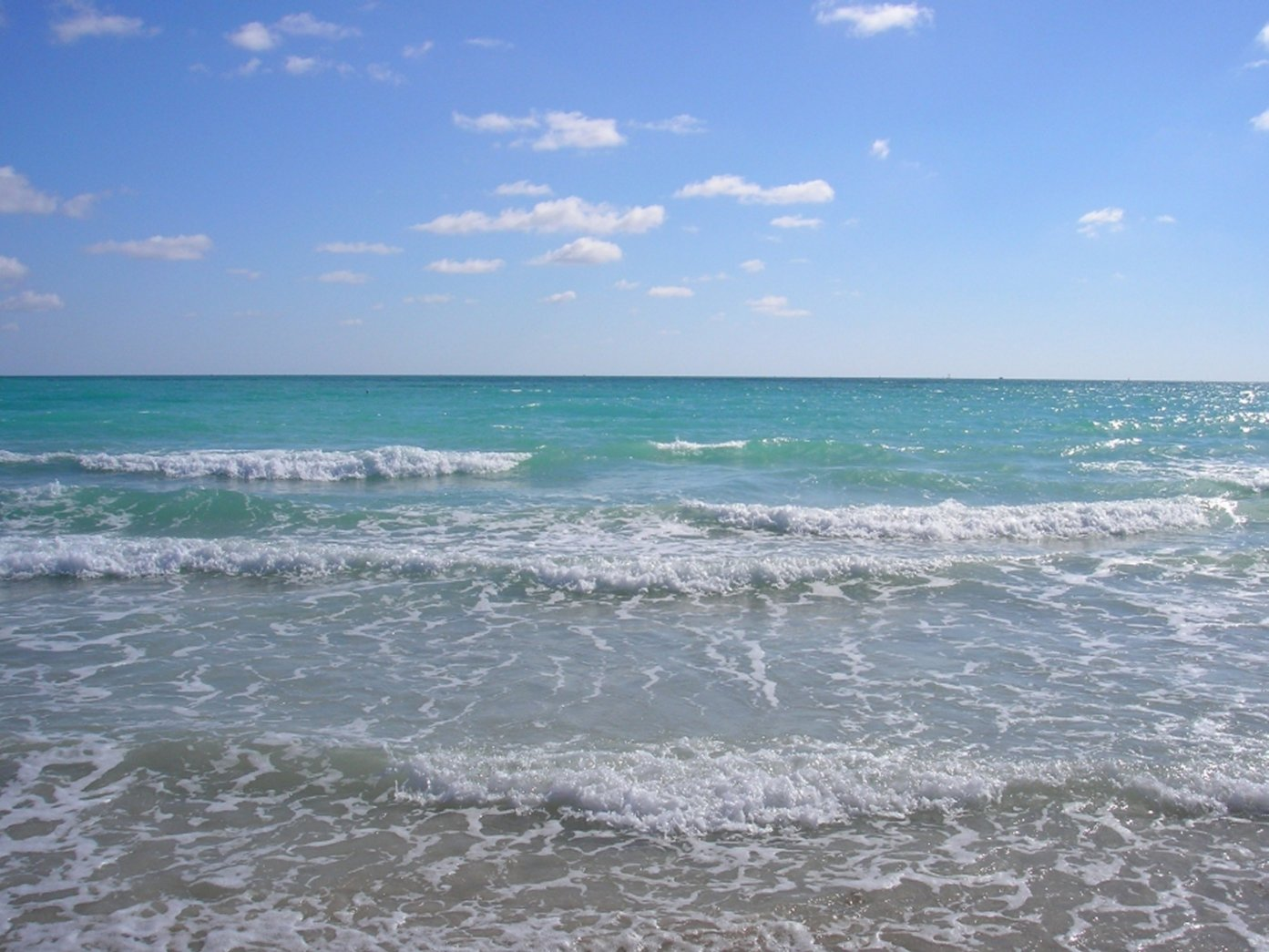
Oceán, South Beach, Miami

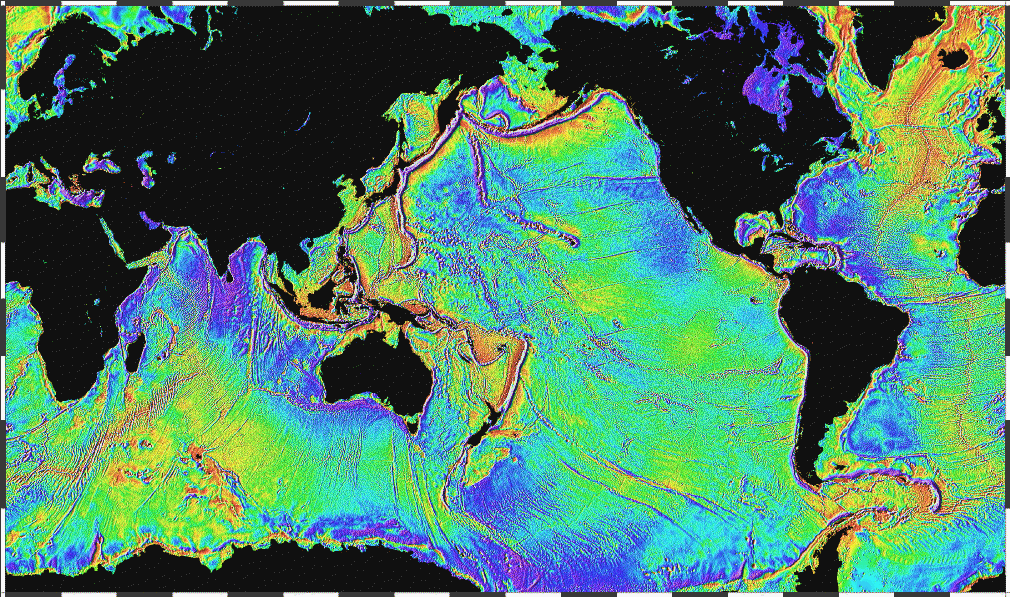
Mapa oceánského dna

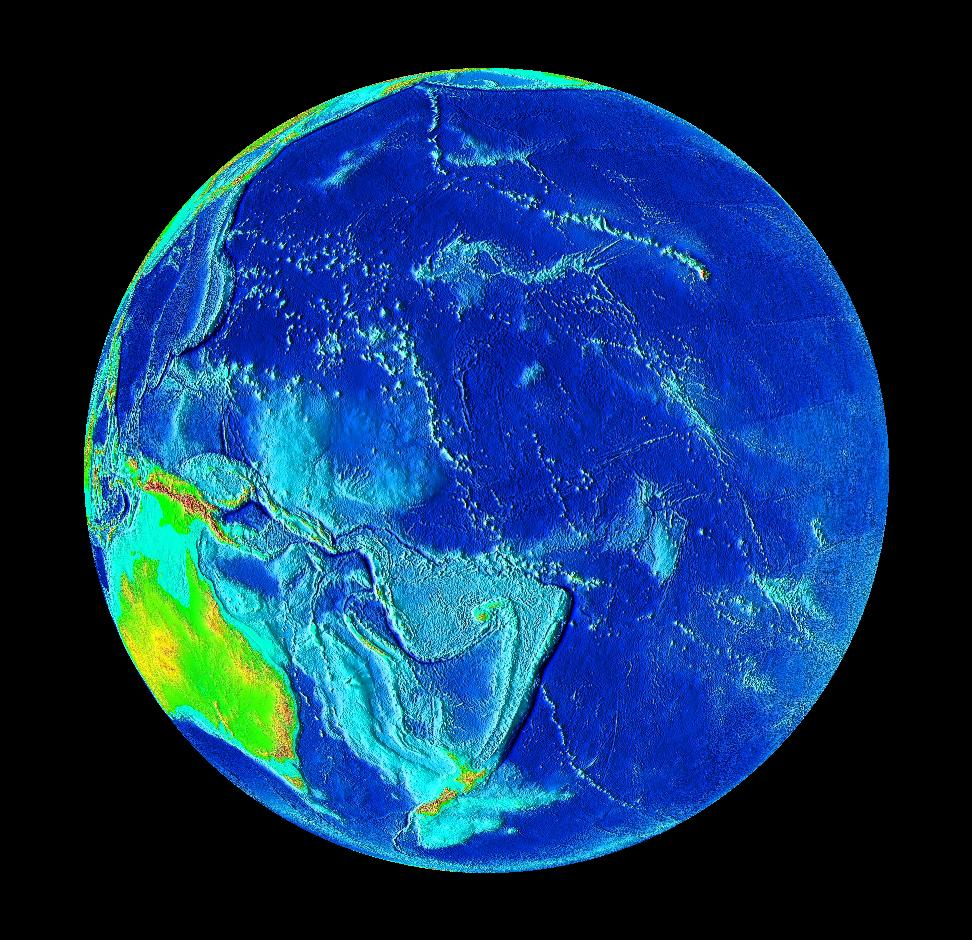
Batymetrická mapa Tichého oceánu

Světový oceán je souvislý vodní obal planety Země, který je složen z oceánů, moří, zálivů a veškeré vodní masy, která je přímo s ním spojená, a je v něm soustředěna většina vody na Zemi. Tvoří souvislou vodní plochu se společnou hladinou, která ve skutečnosti osciluje kolem střední hodnoty vlivem vnějších faktorů, např. slapovými silami Měsíce.
Pokrývá celkem 361,1 mil. km², což představuje 71 % povrchu planety. Souš pokrývá 149 mil. km². Průměrná hloubka oceánu je 3790 m. Voda oceánu a moří představuje 96,54 % celosvětových zásob vody. Sladká voda představuje pouze 2,53 %. Z toho je ale většina sladké vody, celkem 68,4 %, vázána v ledovcích. Rozložení souše a oceánu na planetě není rovnoměrné. Proto na severní polokouli je asi 100 mil. km² a na jižní polokouli pouze 49 mil. km² souše.
Mořská voda světového oceánu je slaná. Jedná se o roztok různých minerálních a organických látek. V tomto roztoku neustále probíhají různé fyzikální, chemické a biologické procesy. Hlavním zdrojem hořkoslané chuti je chlorid sodný, chlorid hořečnatý a síran hořečnatý. Průměrná slanost vody (salinita) je 35 promile, ale skutečná slanost na různých místech oceánu značně kolísá v závislosti na např. výparu vody, mořských proudech, množství srážek, sladkovodní přítoky apod.
Světový oceán, vzhledem ke své rozloze, zachytává asi 85 % slunečního světla a tepla. Působí proto jako velmi významný regulátor teploty a zabraňuje výkyvům teplot na povrchu planety. Má zásadní vliv na biosféru a život na Zemi. Světový oceán váže velkou část oxidu uhličitého. Fytoplankton je zdrojem až 50 % kyslíku.
Zajímavým úkazem je příliv a odliv. Gravitačním působením Slunce a Měsíce pravidelně kolísá hladina světového oceánu. Voda oceánů je v neustálém pohybu vlivem mořských proudů. Na hladině vznikají vlny, které významným způsobem mění tvář pevniny. Mohou vznikat i ničivé vlny tsunami během sopečných erupcí nebo zemětřesení.

## Přehled
Existuje více metod a postupů, jak se určí plocha oceánů. Zřejmě nejzásadnější hledisko je, co (okrajová a vnitřní moře, zálivy) se považuje za součást oceánu a zda se do jeho rozlohy započítá. Metodika Mezinárodní hydrologické organizace rozlišuje samotný oceán a zálivy, moře. Tabulka odpovídá tomuto principu.
V současnosti se světový oceán rozděluje na 5 dílčích částí, které jsou uvedené v tabulce.
| Oceán                                | Rozloha (mil. km²) | Procentuální podíl na rozloze oceánů (%) | Procentuální podíl na rozloze Země (%) |
| ------------------------------------ | ------------------ | ---------------------------------------- | -------------------------------------- |
| Tichý oceán                          | 155,557            | 43,04                                    | 30,51                                  |
| Atlantský oceán                      | 76,762             | 21,24                                    | 15,06                                  |
| Indický oceán                        | 68,556             | 18,97                                    | 13,45                                  |
| Jižní oceán                          | 20,327             | 5,62                                     | 3,99                                   |
| Severní ledový oceán                 | 14,056             | 3,90                                     | 2,76                                   |
| Vnitřní a okrajová moře všech oceánů | 26,161             | 7,23                                     | 5,13                                   |
| Celkem veškeré vodstvo               | 361,419            | 100                                      | 70,9                                   |

- Celková rozloha oceánů bez okrajových moří – 335 258 000 km²
- Celková rozloha oceánů i s okrajovými moři – 361 419 000 km²
- Celková rozloha pevniny – 148 647 000 km²
- Celková rozloha Země – 510 066 000 km²

## Vznik oceánů

Animace ukazuje vznik kontinentů a změnu rozložení oceánů

První oceány byly na Zemi přibližně před 4,4 miliardami let. Předpokládá se, že vznikly kondenzací vodní páry po ochlazení povrchu, kdy se vodní pára z ovzduší měnila v mohutné přívaly deště, které pomalu zaplavovaly rozsáhlé nížiny. Podle současných teorií se obrovské množství vody na Zemi dostalo vlivem srážkové činnosti planety v době akrece. Dopadající tělesa (převážně komety) zásobily Zemi vodou, která se postupně kumulovala až umožnila vznik oceánu. Ovšem voda se na Zem mohla dostat i přímo jako plyn. Zdrojem vody mohla být ale i samotná Země. Na počátku archaika měl světový oceán o 30 až 80 % více vody než současný oceán. Oceán byl patrně zelené barvy díky železu a také v něm byly sinice.
Jednotlivé oceány nejsou statická tělesa, ale vlivem času se neustále vyvíjejí. S pohybem litosférických desek dochází ke změně jejich rozložení, což se projevuje změnou velikosti oceánů. Desková tektonika byla přítomna již v raných fázích Země. Tou dobou byl povrch Země více pokryt vodou z důvodu vyšší hladiny oceánu. Oceán mohl tvořit souvislý vodní svět.
Předpokládá se, že na přelomu prvohor a druhohor byl na Zemi jeden obrovský kontinent Pangea, který byl obklopen praoceánem Panthalassa. Vlivem rozpadu Pangey se následně vytvořil oceán Tethys.
V současnosti se některé oceány zmenšují (Tichý oceán), jiné se zvětšují (Atlantský oceán) a některé nejspíše vznikají (Východoafrické riftové údolí).
Do zemského pláště nyní mizí přibližně 400 miliard kg vody ročně. Ale může to být i třikrát více než se odhadovalo, takže se ani nestačí dostávat tolik vody zpět na povrch. Nicméně i sopečné erupce mohou na povrch přivádět více vody než se dříve předpokládalo. Koloběh vody v zemském plášti je tak možný.

## Vliv světového oceánu na globální klima

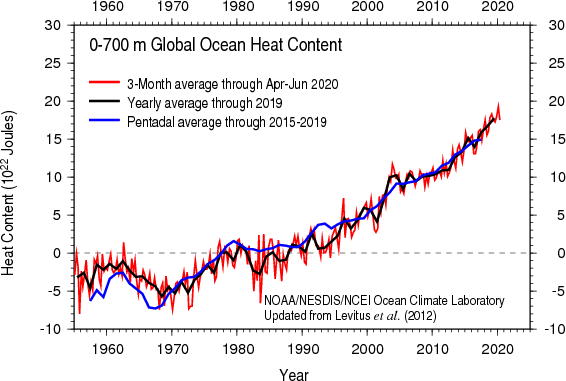
Změny obsahu tepla oceánu do hloubky 700 metrů

Oceán je ze zmiňovaného pohledu podobný pralesům, jelikož má vysokou diverzitu druhů a má vliv na globální klima a koloběh kyslíku. Tlumí sezónní výkyvy, které by bez jeho vlivu byly mnohem výraznější a kratkodobější. Mořské proudy oteplují, nebo ochlazují pevninu v závislosti na teplotě vody, kterou unáší. Nejznámějším příkladem je Golfský proud, který otepluje západní Evropu.
Oceán je tzv. biologickou pumpou, když asi 10 % fytoplanktonu klesá ke dnu nerozloženo, čímž v sobě zachytává část uhlíku z atmosféry, čímž zmenšuje jeho koncentraci v atmosféře a snižuje jeho vliv na skleníkový efekt. V oceánech je vázáno dvacetkrát více uhlíku než v pevninských ekosystémech.
Biom volného oceánu obsahuje značné množství mořské fauny a flóry. Může ale obsahovat i mnohem více ryb, než se nyní odhaduje.
Další důležitý vliv světového oceánu na celkovou stabilizaci Země je velký oběh vody, který se uskutečňuje mezi oceánem a kontinentem.
Oceán též absorbuje teplo. Obsah tepla oceánů (OHC) se měří pomocí teploty sondami mezinárodního projektu Argo. Proxy data však naznačují, že oceány byly před několika tisící lety až o 2 °C teplejší. Před mnoha miliony let byly dokonce teploty hluboko na dně moře i přes 15 °C.
Hustota oceánské vody se růstem teplot u hladiny snižuje (až o 3 ppm/rok) a zvyšuje se tak gradient hustoty vody (stratifikace).

## Znečištění oceánů

Hasičské lodě se snaží uhasit požár na Deepwater Horizon 21. dubna 2010

- Živinami z kanalizačních splašků, zemědělství a z atmosféry, spalováním fosilních paliv (dusík, fosfor) To má za následek tzv. vodní květ – nadměrný rozvoj mořských řas (vyčerpání kyslíku hubí ostatní organismy)
- Půdními částicemi – Půdní eroze těžbou, bagrováním, lesnictvím a zemědělstvím. Půdní částice kalí vodu, brání fotosyntéze v hloubce, dusí ryby a jsou nositeli toxických látek a živin.
- Toxiny – PCB, DDT, těžké kovy. Jejich zdrojem jsou herbicidy, pesticidy, průsak ze skládek. Mají za následek kontaminace potravy, mohou se hromadit v tucích a v potravním řetězci a mají dlouhodobé působení.
- Ropa – Asi polovina jí přichází z automobilů, průmyslu, strojů na pevnině, třetina z běžného provozu cisternových lodí a pouze 13% z havárií cisternových lodí.
- Plasty – Z rybářských sítí, odpad z lodí, odpad z pevniny – zraňují mořské živočichy, koncentrují se například jako Velká tichomořská odpadková skvrna.
- Další znečištění: cizí druhy organismů (šíření v balastu lodí), patogenní mikroorganismy, radioaktivní izotopy, tepelné a hlukové znečištění.

Celkově je lidská činnost na pevnině odpovědna asi za ¾ znečištění oceánů.

## Poškození pobřeží

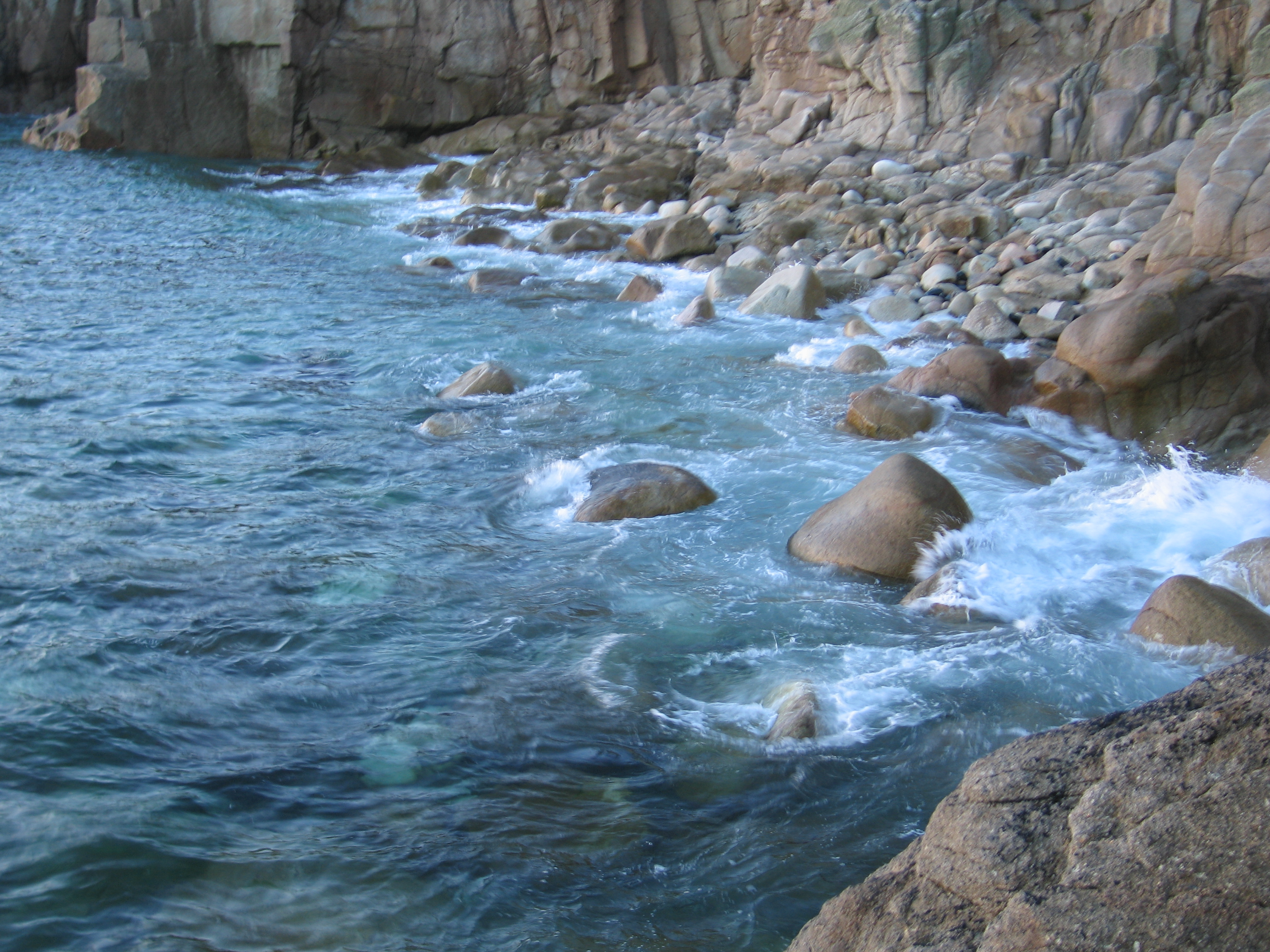
Ukázka erozivní síly oceánu

Pobřežní zóny jsou nejcennější pro hojnost potravy a proto, že slouží k rozmnožování mořských živočichů. Je ale také nejvíce ohrožené. Na pobřeží migrují ročně desítky miliónů lidí z vnitrozemí. Více než polovina světové populace žije do 100 km od moře. Města – stavební činnost a znečištění, na venkově jsou rybí a garnátové farmy. Likvidace mangrovových mokřadů, kanálů, ústí řek, pobřežních lagun, slaných mokřadů. Polovina znečištění pobřežních zón pochází z vnitrozemí.